# Tanipone
Tanipone Bolton & Fisher, 2012 è un genere di formiche della sottofamiglia Dorylinae.

## Biologia
Le informazioni riguardo alla biologia di questo genere sono pressoché sconosciute. È ritenuta prevalentemente terrestre ed è stato trovato frequentemente in ambienti a bassa vegetazione.

## Distribuzione
Il genere è endemico del Madagascar.

## Tassonomia
Il genere è composto da 10 specie:
- Tanipone aglandula Bolton & Fisher, 2012
- Tanipone aversa Bolton & Fisher, 2012
- Tanipone cognata Bolton & Fisher, 2012
- Tanipone hirsuta Bolton & Fisher, 2012
- Tanipone maculata Bolton & Fisher, 2012
- Tanipone pilosa Bolton & Fisher, 2012
- Tanipone scelesta Bolton & Fisher, 2012
- Tanipone subpilosa Bolton & Fisher, 2012
- Tanipone varia Bolton & Fisher, 2012
- Tanipone zona Bolton & Fisher, 2012